# Gonomyia (Leiponeura) neonebulosa
Gonomyia (Leiponeura) neonebulosa is een tweevleugelige uit de familie steltmuggen (Limoniidae). De soort komt voor in het Oriëntaals gebied.